# Niederwald, Texas
Niederwald là một thành phố thuộc quận Hays, tiểu bang Texas, Hoa Kỳ. Năm 2010, dân số của xã này là 565 người.

## Dân số
- Dân số năm 2000: 584 người.
- Dân số năm 2010: 565 người.